# البرزة (المجمعة)
البرزة، هي قرية من فئة (ب) تقع في محافظة المجمعة، والتابعة لمنطقة الرياض في السعودية. وتبعد البرزة عن محافظة المجمعة بمسافة تقارب (90) كم.